# Hippuridaceae
Hippuridaceae é uma família de plantas dicotiledóneas. No sistema de Cronquist, ela é composta por 1-3 espécies do género Hippuris L.
São plantas herbáceas, aquáticas ou de zonas húmidas, perenes, rizomatosas, de folhas emergentes, das regiões frias a temperadas, principalmente do hemisfério Sul.
A classificação filogenética incluí este género na familia Plantaginaceae.